# Herb gminy Cewice
Herb gminy Cewice – symbol gminy Cewice.

## Wygląd i symbolika
Herb przedstawia na tarczy z prostokątną głowicą, ostrołukową podstawą i czarną obwódką w jego centralnej części postać białego gryfa pomorskiego z czarnym konturem, jego dolną część stanowi złota litera "C" również z czarnym konturem. Tło herbu ma kolor zielony. Każdy z kolorów i elementów herbu ma swoją symbolikę. Gryf symbolizuje Pomorze i Kaszuby, litera "C" to inicjał nazwy Cewice, kolor czarny oznacza bogactwo, ziemię, diament, zieleń przypomina o królestwie roślin i miłości, złoto - o szlachetności oraz wzniosłości, natomiast biel symbolizuje czystość i pokorę.